# Теорема Хинчина — Колмогорова
Теорема Хинчина — Колмогорова (также известная как Теорема Винера — Хинчина и иногда как Теорема Винера — Хинчина — Эйнштейна) утверждает, что спектральной плотностью мощности стационарного в широком смысле случайного процесса является преобразование Фурье от автокорреляционной функции.
Непрерывный случай:
{\displaystyle G(\omega )=\int \limits _{-\infty }^{\infty }B(\tau )e^{-i\omega \tau }\,d\tau ,}
где
{\displaystyle B(\tau )=\mathrm {E} {\big [}x(t)x^{*}(t-\tau ){\big ]},}
есть автокорреляционная функция, определённая через математическое ожидание, и где {\displaystyle G(\omega )} — спектральная плотность мощности функции {\displaystyle x(t)}, {\displaystyle i} — мнимая единица.
Звёздочка означает комплексное сопряжение, оно может быть опущено, если случайный процесс вещественный.
Обратное преобразование: {\displaystyle B(\tau )={\frac {1}{2\pi }}\int \limits _{-\infty }^{\infty }{G(\omega ){e^{i\omega \tau }}d\omega }}.
Дискретный случай:
{\displaystyle G(\omega )=\sum _{k=-\infty }^{\infty }B[k]e^{-i\omega k},}
где
{\displaystyle B[k]=\mathrm {E} {\big [}x[n]x^{*}[n-k]{\big ]}}
и где {\displaystyle G(\omega )} — спектральная плотность мощности с дискретными значениями {\displaystyle x[n]}. Являясь упорядоченной по дискретным отсчётам времени, спектральная плотность — периодическая функция в частотной области.
Обратное преобразование: {\displaystyle B[k]={\frac {1}{2\pi }}\int \limits _{-\pi }^{\pi }{G(\omega ){e^{i\omega k}}d\omega }}.

## Применение
Теорема удобна для анализа линейных стационарных систем (ЛСС). Преобразование Фурье автокорреляционной функции выходного сигнала ЛСС-системы равно произведению преобразования Фурье автокорреляционной функции входного сигнала системы  на квадрат модуля преобразования Фурье её импульсной характеристики.
Из того, что преобразование Фурье автокорреляционной функции сигнала есть спектральная плотность мощности сигнала, следует, что спектральная плотность мощности выходного сигнала системы равна произведению спектральной плотности мощности входного сигнала и квадрата модуля передаточной функции системы.
Это следствие используется в нахождении спектра мощности параметрическим методом.